# Nicah (Grong Grong)
Nicah is een bestuurslaag in het regentschap Pidie van de provincie Atjeh, Indonesië. Nicah telt 314 inwoners (volkstelling 2010).